# Armin Knab
Armin Knab (Neuschleichach - Oberaurach, Francônia, 19 de fevereiro de 1881 — Bad Wörishofen, Baviera, 23 de julho de 1951) foi um compositor, músico e juiz alemão.

## Vida
Armin Knab depois de passar a infância e a juventude na cidade de Kitzingen (Francônia), finalizando o ginásio em 1897, estudou direito e música nas Universidades de Wurtzburgo e de Munique.
A partir de 1913 ele foi juiz de comarca em Kitzingen, como também juiz nas cidades de Rothenburg ob der Tauber, Fürth e por último em Wurtzburgo. Apesar de exercer a profissão de juiz durante muitos anos, era porém, um músico apaixonado. A partir de 1934, aos 53 anos, iniciou sua carreira musical, assumindo o posto de professor de música e música sacra na Universidade Livre de Berlim ("Staatliche Hochschule für Musikerziehung und Kirchenmusik"). Após a Segunda Guerra Mundial ele voltou à sua cidade natal Kitzingen.
Knab faleceu em 1951 durante uma estadia na estância hidromineral Bad Wörishofen (Baviera). Seu túmulo encontra-se no cemitério “Alter Friedhof” em Kitzingen.

## Obra
Armin Knab é em primeiro lugar famoso pelas suas canções para piano, como também pelas suas composições para canto coral e de oratórios. Entre 1905 e 1920 ele escreveu vários cantos populares, que podem ser divididos em três partes:
- Cantos Wunderhorn (cantos populares, na sua maiora música infantil)
- Cantos Eichendorff
- Cantos visando poetas novos (em alemão: Lieder nach neueren Dichtern)

Além do mais ele pôs em música poemas de Johann Wolfgang von Goethe e Friedrich Hölderlin.
Nas suas composições canticas Knab incentivou o redescobrimento e o uso de instrumentos musicais históricos, como também promoveu o canto „a-cappella“.

## Diversos
Em 1966 seu ginásio de formatura em Kitzingen recebe o nome de "Armin-Knab-Gymnasium" em sua homenagem.
Em 1978 a viúva Paula Yvonne Knab (1892 — 1985) fundou a sociedade filantrópica "Armin Knab-Stiftung". A sociedade é administrada pela "Academia de Música Wurtzburgo" que faz parte da Universidade de Würzburgo. Anualmente é promovido um concurso para estudantes universitários nas áreas de canto e composição. Além do mais a sociedade tem o intuito de promover os estudos musicais na escola "Armin-Knab-Gymnasium" em Kitzingen.
A casa de nascimento de Armin Knab no vilarejo Neuschleichach é hoje em dia um lugar de encontro para músicos e compositores.